# Pleopeltis × melanoneuron
Pleopeltis × melanoneuron là một loài dương xỉ trong họ Polypodiaceae. Loài này được Mickel & Beitel mô tả khoa học đầu tiên năm 1987.
Danh pháp khoa học của loài này chưa được làm sáng tỏ. 